# Lars Rensmann
Lars Rensmann (* 17. April 1970 in Bochum) ist ein deutscher Politikwissenschaftler und Hochschullehrer. Von 2012 bis 2015 war er Associate Professor für politische Wissenschaft an der John Cabot University in Rom. Von 2016 bis 2022 war er Professor für Europäische Politik und Gesellschaft an der Universität Groningen. Seit 2022 hat er den Lehrstuhl für Politikwissenschaft mit Schwerpunkt Vergleichende Regierungslehre an der Universität Passau inne.

## Leben
Rensmann studierte nach dem Abitur 1989 am Bert-Brecht-Gymnasium in Dortmund Politikwissenschaft am Luther College (B.A. 1992) in Iowa und an der Freien Universität Berlin (Diplom 1996 und als Stipendiat des Cusanuswerks Promotion mit summa cum laude 2002 bei Hajo Funke). 2003/04 war er Post Doc und Research Fellow am Yale Center for International and Area Studies.
2005/06 forschte er am Moses Mendelssohn Zentrum für europäisch-jüdische Studien in Potsdam. 2006 wurde er DAAD Assistant Professor of Political Science an der University of Michigan und 2012 Associate Professor an der John Cabot University in Rom. Seit 2016 ist er Professor of European Politics and Society an der Universität Groningen. Er war Permanent Fellow am Moses Mendelssohn Zentrum für europäisch-jüdische Studien und Visiting Fellow an der Humboldt-Universität zu Berlin. Gastdozenturen hatte er u. a. in den USA, in Österreich und Israel.
Seit 2011 ist er Mitglied des Editorial Boards des Journal for the Study of Antisemitism und seit 2013 des Journal of International Political Theory. Seine Forschungsschwerpunkte sind Politische Theorie, Europapolitik und Internationale Politik. Außerdem beschäftigt er sich intensiv mit Antisemitismus sowie Rechtsextremismus.

## Kontroversen
Der Antisemitismusforscher Klaus Holz kritisierte Rensmanns Dissertation, in der dieser verschiedene Soziologen, darunter Holz selbst, beschuldigte, antisemitische Vorurteile zu produzieren. Mit dieser Dissertation halte "eine Praxis in der Antisemitismusforschung Einzug, die in der Linken seit Jahren Schaden anrichtet". Er ordnete Rensmann den Antideutschen zu, die den "Antisemitismusvorwurf instrumentalisiert" und "einfache Weltsicht, die nicht zur Kritik, sondern zur Identifikation einlädt", anbiete. Auch Matthias N. Lorenz befand, Rensmann gerate mit seiner Dissertation "in gefährliche Nähe zu sogenannten antideutschen Verschwörungstheorien". Micha Brumlik verteidigte Rensmann und warf Holz und Lorenz vor, "einen strategisch geplanten Rufmord zu verüben". Martin Ulmer rezensierte Rensmanns Dissertation positiv als "eindrucksvolle politische Gesellschafts- und Kulturgeschichte des Post-Holocaust-Antisemitismus" und ging dabei nicht auf konkrete Vorwürfe gegen andere Wissenschaftler ein.

## Schriften (Auswahl)
- Kritische Theorie über den Antisemitismus. Studien zu Struktur, Erklärungspotential und Aktualität (= Edition Philosophie und Sozialwissenschaften. 42). Argument Verlag, Berlin 1998, ISBN 3-88619-642-9.
- mit Micha Brumlik, Hajo Funke: Umkämpftes Vergessen. Walserdebatte, Holocaustmahnmal und neuere deutsche Geschichtspolitik (= Schriftenreihe Politik und Kultur am Fachbereich Politische Wissenschaft der Freien Universität Berlin. 3). Verlag Das Arabische Buch, Berlin 2000, ISBN 3-86093-240-3.
- Demokratie und Judenbild. Antisemitismus in der politischen Kultur der Bundesrepublik Deutschland. VS Verlag für Sozialwissenschaften, Wiesbaden 2004, ISBN 3-531-14006-X. (zugl. Diss.)
- mit Susanne Frölich-Steffen (Hrsg.): Populisten an der Macht. Populistische Regierungsparteien in West- und Osteuropa. Mit einem Nachwort von Cas Mudde, Braumüller, Wien 2005, ISBN 3-7003-1521-X.
- mit Andrei S. Markovits: Querpass. Sport und Politik in Europa und den USA. Verlag Die Werkstatt, Göttingen 2007, ISBN 978-3-89533-580-8.
- mit Julius H. Schoeps, Gideon Botsch, Christoph Kopke (Hrsg.): Rechtsextremismus in Brandenburg: Handbuch für Analyse, Prävention und Intervention,  unter anderem mit Jörg Schönbohm, Potsdam 2007, Verlag für Berlin-Brandenburg, 455 Seiten, ISBN 978-3-86650-640-4
- mit Julius H. Schoeps (Hrsg.): Feindbild Judentum. Antisemitismus in Europa. vbb, Berlin 2008, ISBN 978-3-86650-642-8.
- mit Gideon Botsch, Christoph Kopke (Hrsg.): Politik des Hasses Studien zum Antisemitismus und Rechtsextremismus September 2009, Verlag für Berlin-Brandenburg, 392 Seiten, ISBN 978-3-86650-065-5.
- mit  Julius H. Schoeps, Gideon Botsch, Christoph Kopke: Politik des Hasses – Antisemitismus und radikale Rechte in Europa. 2010, Verlag Georg Olms ISBN 978-3-487-14438-2.
- mit Andrei S. Markovits: Gaming the World. How Sports Are Reshaping Global Politics and Culture. Princeton University Press, Princeton 2010, ISBN 978-0-691-13751-3.
- mit Julius H. Schoeps (Hrsg.): Politics and Resentment. Antisemitism and Counter-Cosmopolitanism in the European Union (= Jewish Identities in a Changing World. 14). Brill, Leiden 2011, ISBN 978-90-04-19046-7.
- mit Steffen Hagemann, Hajo Funke: Autoritarismus und Demokratie. Politische Theorie und Kultur in der globalen Moderne (= Wochenschau Wissenschaft). Wochenschau Verlag, Schwalbach 2011, ISBN 978-3-89974-679-2.
- mit Samir Gandesha (Hrsg.): Arendt and Adorno: Political and Philosophical Investigations. Stanford University Press, Stanford 2012, ISBN 978-0-8047-7540-3.
- The Politics of Unreason: The Frankfurt School and the Origins of Modern Antisemitism (= Suny Series Philosophy and Race). SUNY Press, Albany, NY 2017, ISBN 978-1-4384-6593-7.
- Die Mobilisierung des Ressentiments. Zur Analyse des Antisemitismus in der AfD. In: Ayline Heller, Oliver Decker, Elmar Brähler (Hrsg.): Prekärer Zusammenhalt. Die Bedrohung des demokratischen Miteinanders in Deutschland. Gießen 2020, S. 309–342.